# Riksdagen 1923
Riksdagen 1923 ägde rum i Stockholm.
Riksdagens kamrar sammanträdde i riksdagshuset den 10 januari 1923. Riksdagsarbetet inleddes ceremoniellt genom riksdagens högtidliga öppnande i rikssalen på Stockholms slott den 11 januari. Första kammarens talman var Hugo Hamilton (oberoende konservativ), andra kammarens talman var Bernhard Eriksson (S). Riksdagen avslutades den 9 juni 1923.